# Меренберг
Меренберг (на немски: Merenberg) е община (Marktflecken) в Хесен, Германия с 3170 жители (към 31 декември 2016).
Намира се между окръжния град Лимбург ан дер Лан и Вайлбург.
За пръв път Меренберг е споменат в документ през 1129 г. През 1290 г. Меренберг получава права на град и право на седмичен пазар от крал Рудолф I, след което се построяват градски стени. В началото на 19 век Меренберг загубва правата си на град.